# 王雨田
王雨田（1914年3月18日—1977年12月11日），原名王雷，曾用名王布君、黄农，河南遂平人，中国共产党高级卫生干部、中华人民共和国外交官。

## 生平
王雨田是河南遂平嵖岈山乡常韩村人。4岁丧母，7岁入塾读书，10岁随伯父王跃远（河南省参议会参议员）到开封求学。1927年就读于开封一中。
1929年，王雨田考入河南大学医学院预科班。1935年一二九运动后被推选为开封市学联主席赴南京请愿。1936年毕业于河南大学医学院，考取协和医学院细菌系研究生。1937年抗战爆发后回河南在辉县百泉乡村师范学校当了一名体育老师。1938年除夕，与“发小”霍丁相伴步行赴陕北参加革命，被八路军西安办事处分配到安吴堡战时青年训练班学习，改名黄农。结业后被分配到八路军西安办事处工作两个月，调入延安的中央军委后方卫生部医政科工作。1938年11月初中共中央六届六中（扩大）全会结束后，罗炳辉、张明秀夫妇偕军委后方卫生部部长吉洛（姬鹏飞）、黄农等人调新四军工作，乘坐八路军驻西安办事处派出的卡车南下，途经豫、鄂、湘、赣四省，1938年11月底抵达皖南泾县云岭新四军军部。在泾县小河口的军部后方医院当医师。1938年11月在安徽泾县马林坑新四军后方留守处，由吉洛介绍加入中国共产党。1939年2月任新四军第三支队军医处长。1939年11月，带领10名医务人员及警卫员、勤务员共计13人的小分队，从安徽泾县新四军三支队调往长江北的庐江县东汤池新四军江北指挥部工作，任新四军第五支队军医处长。皖南事变后，调任新四军第7师卫生部部长，1941年6月从津浦路东抗日根据地出发，绕道南京、上海，1942年1月进入安徽无为县就任。途径上海时，动员了毕业于上海同德医学院的李兰炎等一批医务人员放弃了舒适生活参加新四军第7师。1943年3月，日军对新四军七师驻地进行大扫荡，因患有肺结核病，经党组织批准与怀孕的妻子张惠新一起转移到山区隐蔽。不久被捕，被关押在无为县城，1943年5月经组织营救出狱。由于泌尿科专家罗生特从新四军调到山东抗日根据地为罗荣桓治疗肾病，英语翻译方正不懂医学，而黄农略懂医学德语，1943年8月随调八路军山东军区卫生部工作，1943年10月抵达山东临沭县岔河村的山东军区卫生部就任。1945年2月山东军区卫生部长白备伍进党校学习，黄农任山东军区卫生部代理部长，谷广善任卫生部政委。
1945年10月随罗荣桓到东北，任东北民主联军总司令部卫生部部长、辽东军区卫生部部长、辽东军区卫生部第二部长。1946年2月下旬因罗荣桓在大连养病，黄农被派往大连，改名为王布君，组织接收敌伪医药物资，筹集医药器械，解决部队卫生后勤问题。1946年4月主持大连地区卫生工作，担任旅（顺）、大（连）、金（县）行政联合办事处卫生委员会主任。1946年9月，王布君任大连卫生局局长。1946年12月，鉴于前线卫生人员十分缺乏的状况，建议并组建了大连临时医学专门学校，兼任校长。创校初期，亲自编译部分教材，亲自授课，组织人员开办“人和行”贸易机构，以解决学校经费的不足。1947年2月1日，大连市第二届临时参议会通过创办大连医学院的决议，原大连临时医学专门学校改为大连医学院特设班。大连医学院归旅大行政联合办事处领导，任命王布君兼任大连医学院院长，校址设在柳林街98号。1947年2月10日医学院正式以院长王布君的名义发布招生简章：“本院以培养医学建设人才为宗旨”，并指明其培养的“官费生”一律要“指定地点服务”，实指为华东和东北前线培养军医。1947年4月初，旅大行政联合办事处改为关东公署，4月19日大连医学院奉关东公署训令改名为关东医学院。王布君任关东公署卫生厅党组书记、第一副厅长（当时大连党组织未公开，厅长由党外人士韩冈勋担任）、兼任关东医学院院长。5月4日，关东医学院于柳林街98号举行创校暨首届开学典礼，关东公署领导及驻旅大苏军代表莅临祝贺。1948年11月，关东医学院首届139名学生提前毕业，除留校12名和分配在大连地区50多名外，其余的学生都分往前线。
第四野战军特种兵纵队后勤部副部长兼卫生部部长等职。
中华人民共和国成立后，1950年初调入外交部，改名王雨田，任外交部礼宾司代司长、驻民主德国大使馆（首任大使姬鹏飞）政务参赞、1958年任外交部苏欧司司长。1959年任中国驻苏丹大使，1962年4月回国担任外交部西亚北非司司长。随周恩来总理和陈毅副总理先后访问阿联酋、阿尔及利亚、摩洛哥、突尼斯、加纳、马里、几内亚、苏丹、埃塞俄比亚、索马里等十国。1963年12月9日，陪同陈毅副总理赴内罗毕出席肯尼亚独立庆典。1964年4月任首任中国驻肯尼亚大使、1969年6月中国驻刚果共和国大使、1973年6月首任中国驻联邦德国大使（因心脏病发作不久离任回国） 。1977年初发现患肺癌，年底去世。

## 家人
- 夫人张惠新，1918年生，上海人，曾任外交部领事司副司长，1982年离休。